# 理學博士

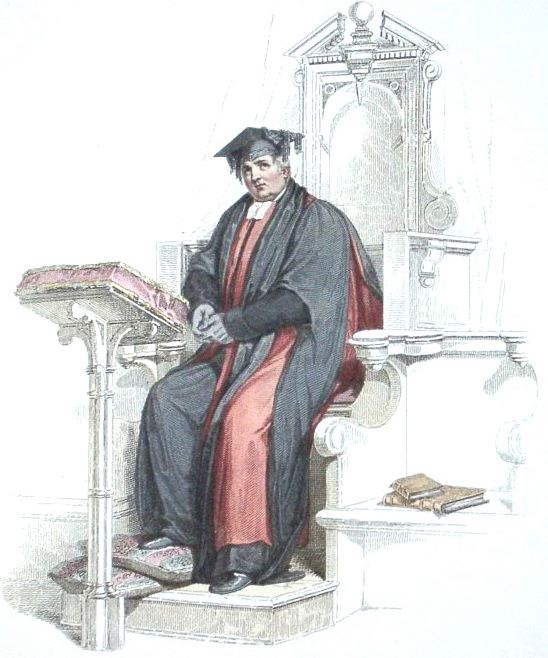
一名理學博士

理學博士（Doctor of Science、Sc.D., D.Sc., S.D.、Dr.Sc）是一種學位及榮譽學位，一般是指在大學科學等相關科系的研究所博士班畢業後可獲得之學位，但亦有純粹因自然科學上的成就貢獻而獲得者。德语简写：Dr.rer.nat.